# Francis Bar
Francis Bar (* 1907; † 21. Dezember 1984 in Rennes) war ein französischer Romanist.

## Leben
Francis Ernest Eugène Bar bestand 1931 die Agrégation des lettres. Er habilitierte sich 1956 mit den beiden Thèses Le genre burlesque en France au XVIIe siècle. Etude de style (Paris 1960) und  (Hrsg.) Thomas Corneille, Le Berger extravagant. Pastorale burlesque (Genf/Paris 1960). Er war Professor an der Universität Caen.

## Werke
- Les Épîtres latines de Raoul Le Tourtier (1065 ? - 1114 ?). Etude de sources. La Légende d'Ami et Amile, Paris 1937
- Les Routes de l'autre monde. Descentes aux enfers et voyages dans l'au-delà, Paris 1946
- Études littéraires et linguistiques, Caen 1985